# Lophalia cyanicollis
Lophalia cyanicollis är en skalbaggsart som först beskrevs av Dupont 1838.  Lophalia cyanicollis ingår i släktet Lophalia och familjen långhorningar. Inga underarter finns listade i Catalogue of Life.